# Denguin
Denguin é uma comuna francesa na região administrativa da Nova Aquitânia, no departamento dos Pirenéus Atlânticos. Estende-se por uma área de 12,24 km². Em 2010 a comuna tinha 1 806 habitantes (densidade: 147,5 hab./km²).